# Flucht zu dritt
Flucht zu dritt ist ein US-amerikanischer Spielfilm der Regisseurin Gillian Armstrong aus dem Jahr 1984. Das Melodram basiert auf der wahren Geschichte um die Brüder Jack und Ed Biddle, denen mit Hilfe von Mrs. Soffel, der Frau des Gefängnisdirektors, die Flucht aus dem Gefängnis gelang.
Gedreht wurde sowohl in Mulmer (Provinz Ontario) als auch in Wisconsin (Szene im Zug) und Pittsburgh. Der Film wurde auf den 35. Internationalen Filmfestspielen in Berlin 1985 uraufgeführt.

## Handlung
Die Handlung spielt im Jahre 1901. Kate Soffel ist die scheue Frau des strengen und emotionslosen Gefängnisdirektors des Allegheny County Prisons in Pittsburgh. Zusammen haben sie vier Kinder. Nach Monaten der Bettlägerigkeit und ohne dass der behandelnde Arzt eine Ursache für ihr Leiden feststellen kann, kommt Frau Soffel unvermittelt wieder auf die Beine. Um aus ihrer Lethargie herauszukommen, beschließt Kate, Häftlinge zu besuchen und ihnen aus der Bibel vorzulesen. Dabei lernt sie Ed Biddle und seinen Bruder Jack kennen, die wegen Mordes zum Tode verurteilt sind. Zu unrecht, wie Kate meint.
Hals über Kopf verliebt sie sich in Ed und verhilft ihm und seinem Bruder zum Ausbruch, indem sie Fluchtwerkzeuge ins Gefängnis schmuggelt. Zusammen ergreifen sie die Flucht – mit fatalen Folgen. Die Öffentlichkeit ist in Unterstützer und Feinde der Flüchtenden geteilt.

## Kritiken
„Ambitioniertes Drama mit Bonnie & Clyde-Anklängen und hohen Schauwerten von Frauenschicksals-Spezialistin Gillian Armstrong (Betty und ihre Schwestern). In der auf einer wahren Begebenheit beruhenden Geschichte wagt Diane Keaton unter dem Einfluss des Charmes von Mel Gibson den Ausbruch aus ihrem kleinbürgerlichen Dasein, was optisch durch den Wechsel vom düsteren, schmutzigen Pittsburgh zur glänzend-sonnigen Schneelandschaft unterstrichen wird. Als Gibsons Bruder ist Matthew Modine in einer Nebenrolle zu sehen.“

## Auszeichnungen
Inszeniert von Gillian Armstrong (Betty und ihre Schwestern) war Flucht zu dritt (OT: Mrs. Soffel) Beitrag der Filmfestspiele in Berlin 1985 und wurde für den Goldenen Bären nominiert, wo Armstrong selbst die Nominierung erhielt.
Hauptdarstellerin Diane Keaton wurde für einen Golden Globe Award nominiert.
Die Deutsche Film- und Medienbewertung (FBW) in Wiesbaden verlieh dem Film das Prädikat wertvoll.